# Aardbeving Atjeh 2016
De Aardbeving in Atjeh op 7 december 2016 was een aardbeving met een kracht van 6,4 op de schaal van Richter. Om 05:03 lokale tijd (WIT) / 6 december 23:03 Nederlandse tijd (WET) vond de beving plaats. Het epicentrum was gelegen op ongeveer 100 km ten oosten van Banda Atjeh, de hoofdstad van de provincie. Er vielen ten minste 94 doden en honderden gewonden.

## Referentie
- Maas, Michel, Zeker 94 doden en honderden gewonden na krachtige aardbeving Atjeh. De Volkskrant. Gearchiveerd op 8 december 2016. Geraadpleegd op 7 december 2016.